# 小天鹅 (公司)
無錫小天鵝股份有限公司，簡稱無錫小天鵝股份、無錫小天鵝，以及小天鵝（英語：Wuxi Little Swan Company Limited，深交所除牌前：000418/200418，简称：小天鵝A/小天鵝B），是中国江苏省无锡市的一间家用电器制造商，前身为1958年由無錫市人民政府成立的「無錫陶瓷廠」。現時為美的集團旗下公司。

## 事件
2008年，美的收購小天鵝24.01%股權，方洪波任小天鵝董事長。
2018年，美的全数吸收小天鹅的资产负债业务，小天鹅合并入美的，前者退市。

## 外部連結
- （英文）小天鵝全球官網 （页面存档备份，存于）
- （简体中文）小天鵝中國官網 （页面存档备份，存于）

31°30′32″N 120°23′01″E / 31.50884°N 120.38352°E